# أندري لونجو
أندري لونجو (29 يناير 1989 - ) (بالرومانية: Andrei Lungu)‏ هو لاعب كرة قدم روماني في مركز الوسط. لعب مع إنيرجي كوتبوس وجامعة كلوج وستيودينتيسك بوخارست وهبوعيل بتاح تكفا ‏.

## وصلات خارجية
- أندري لونجو على موقع قاعدة بيانات كرة القدم.إي يو (الإنجليزية)
- أندري لونجو على موقع Soccerway.com (الإنجليزية)
- أندري لونجو على موقع عالم كرة القدم.نت (الإنجليزية)